# Rendement d'une cellule photovoltaïque

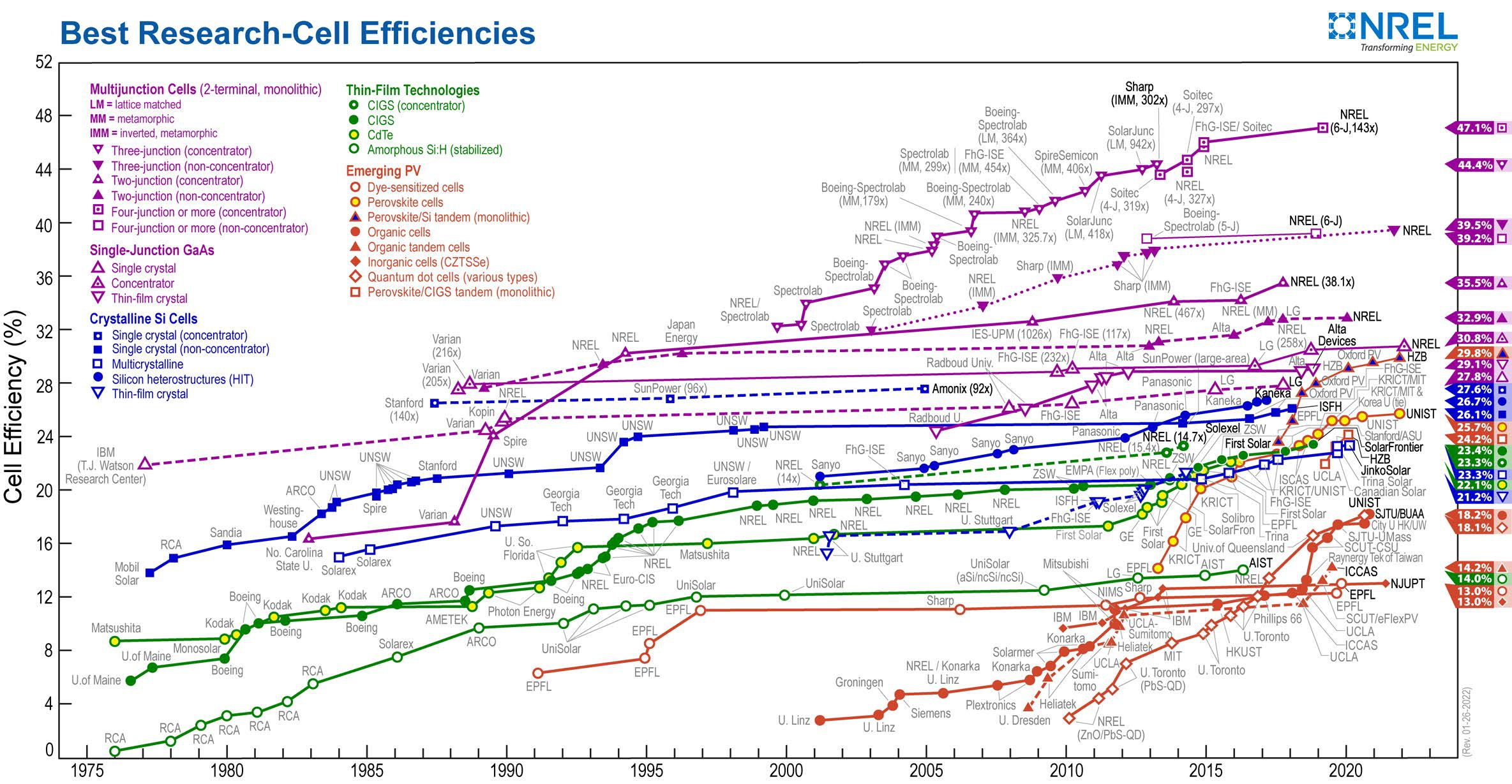
Meilleurs rendements de différentes technologies de cellules photovoltaïques mesurés en laboratoire depuis 1976.

Le rendement d'une cellule photovoltaïque, parfois noté η, est le rapport entre l'énergie électrique générée par effet photovoltaïque d'une part et l'énergie électromagnétique reçue par la cellule photovoltaïque sous forme de rayonnement solaire d'autre part. Avec la latitude et le climat du lieu d'installation, le rendement des cellules solaires d'un dispositif photovoltaïque détermine la production d'énergie électrique annuelle du système.
Plusieurs facteurs affectent le rendement des cellules photovoltaïques, tels que leur réflectance, leur efficacité énergétique, l'efficacité de la séparation des porteurs de charge et de leur collecte dans les cellules, et la conduction thermique de ces dernières,. Certains de ces paramètres n'étant pas aisément accessibles directement, ils sont mesurés indirectement à travers d'autres grandeurs telles que l'efficacité quantique, le rapport de tension de circuit ouvert UCO et le facteur de remplissage. Les pertes par réflexion sont prises en compte à travers la valeur de l'efficacité quantique car elles affectent l'efficacité quantique externe. Les pertes de recombinaison électrons–trous sont prises en compte à travers l'efficacité quantique, le rapport de UCO et les valeurs du facteur de remplissage. Les pertes de résistivité sont évaluées principalement par le facteur de remplissage mais contribuent également à l'efficacité quantique et au rapport de UCO. Le record de rendement d'une cellule photovoltaïque en 2019 a été mesuré à 47,1 % en utilisant des cellules solaires multi-jonction à concentration.

## Facteurs affectant le rendement d'une cellule photovoltaïque

### Limite à l'efficacité énergétique thermodynamique
Si l'on dispose d'une source de chaleur de température Ts et d'un dissipateur de chaleur à la température Tc < Ts, la puissance électrique maximum qu'il est possible d'obtenir vaut 1 – Tc / Ts donnée par la machine de Carnot (en). En prenant 6 000 K pour la température du Soleil et 300 K la température ambiante sur Terre, cela donne une limite de 95 %.
En 1981, Alexis de Vos et Herman Pauwels ont montré que cette limite peut être atteinte théoriquement en empilant un nombre infini de cellules ayant des largeurs de bande interdite allant de l'infini pour les cellules en surface à zéro pour les cellules du bas de la pile, la tension appliquée à chaque cellule étant très proche de la tension de circuit ouvert, valant 95 % de la bande interdite de chaque cellule, et avec un rayonnement de corps noir à 6 000 K venant de toutes les directions. On atteint ainsi un rendement de 95 % par rapport à la quantité nette d'énergie électromagnétique absorbée par le dispositif, qui représente la différence entre l'énergie reçue du soleil et l'énergie réémise du fait de la température non nulle des matériaux photovoltaïques. L'efficacité énergétique thermodynamique maximum théorique dans ce cas atteint 86,8 % pour une pile de cellules infinie à partir d'un rayonnement concentré. Lorsque le rayonnement incident provient d'une région limitée du ciel de la taille du soleil, l'efficacité énergétique thermodynamique maximum tombe à 68,7 %.

### Limite de Shockley-Queisser
Les systèmes photovoltaïques n'ont cependant qu'un nombre fini de jonctions p-n et ne peuvent offrir qu'une efficacité énergétique thermodynamique inférieure, dite limite de Shockley-Queisser. Les photons dont l'énergie est inférieure à celle de la bande interdite ne peuvent générer de paire électron-trou, de sorte que leur énergie n'est pas convertie en énergie électrique mais éventuellement en chaleur s'ils sont absorbés par le matériau. En ce qui concerne les photons dont l'énergie est supérieure à celle de la bande interdite, seule une fraction de l'excès d'énergie par rapport à la bande interdite peut être convertie en énergie électrique, le reste étant converti en chaleur par interactions de phonons. La limite de Shockley-Queisser calculée pour une cellule à jonction simple dont la largeur de bande interdite est optimale pour le spectre solaire vaut 33,16 %.
Les cellules photovoltaïques cumulant plusieurs hétérojonctions avec des matériaux présentant des bandes interdites de largeur variable optimisent leur rendement global en maximisant l'efficacité énergétique thermodynamique de chaque hétérojonction.

### Efficacité quantique
Les photons absorbés par une cellule photovoltaïque peuvent générer des paires électron-trou. L'un de ces porteurs peut atteindre la jonction p-n et contribuer au courant électrique produit par la cellule solaire : ce porteur est dit collecté. Mais il peut également se recombiner sans contribuer à la génération de courant. L'efficacité quantique représente la fraction de photons convertis en courant électrique lorsque la cellule fonctionne en court-circuit.
L'efficacité quantique externe d'une cellule solaire inclut l'effet des pertes optiques par transmission et réflexion. Il est possible de réduire ces pertes et donc augmenter cette efficacité. Les pertes par réflexion, qui peuvent représenter jusqu'à 10 % de l'énergie incidente totale, peuvent être significativement réduites par texturisation.
L'efficacité quantique est exprimée de manière plus utile comme mesure spectrale, c'est-à-dire comme fonction de la longueur d'onde ou de l'énergie des photons. Certaines longueurs d'onde étant absorbées plus efficacement que d'autres, les mesures spectrales de l'efficacité quantique peuvent donner des informations utiles sur la qualité des surfaces et du volume des matériaux semiconducteurs considérés. L'efficacité quantique seule n'est pas équivalente à l'efficacité énergétique thermodynamique globale car elle ne porte pas d'information sur la quantité d'énergie électromagnétique convertie en énergie électrique par la cellule photoélectrique.

### Point de puissance maximale
Une cellule photovoltaïque peut fonctionner dans une large gamme de tensions électriques U et d'intensités de courant I. Il est possible de déterminer le point de puissance maximale en faisant varier la résistance (dite "de charge") connectée à la cellule solaire d'une valeur nulle (ce qui correspond à un court-circuit) à une valeur assez élevée, voire infinie (conduisant à une tension dite "tension de circuit ouvert") afin d'identifier la résistance qui maximise la puissance P = U × I pour une irradiation donnée.
Le point de puissance maximale d'une cellule photovoltaïque dépend de sa température. Une cellule solaire en silicium monocristallin de bonne qualité peut produire une tension de circuit ouvert de 0,6 V à 25 °C. En plein soleil, sa température approche 45 °C bien que l'air ambiant soit à 25 °C, ce qui ramène la tension de circuit ouvert à 0,55 V par cellule. La tension diminue peu avec ce genre de cellule jusqu'à ce qu'on approche l'intensité de courant de court-circuit ICC. La puissance maximale Pm à 45 °C est généralement obtenue avec une tension de 75 à 80 % de la tension de circuit ouvert, soit environ 0,43 V dans ce cas, et 90 % du courant de court-circuit ; elle peut atteindre 70 % du produit UCO × ICC, ce qui représente son facteur de remplissage. Le courant de court-circuit ICC d'une cellule est pratiquement proportionnel à l'irradiance à laquelle elle est exposée, tandis que sa tension de circuit ouvert UCO peut ne baisser que de 10 % après une chute d'irradiance de 80 %. Les cellules de moindre qualité perdent plus rapidement leur tension lorsque l'intensité du courant augmente et peuvent ne conserver qu'une tension de 50 % de celle du circuit ouvert pour 50 % de l'intensité de court-circuit, de sorte que la puissance de sortie peut n'être que 50 % du produit UCO × ICC, voire seulement 25 %.
Outre la température, le point de puissance maximale d'un dispositif photovoltaïque varie en fonction de l'illumination qu'il reçoit, laquelle dépend de l'irradiance (mesurée en Watts/m2) à laquelle il est exposé mais aussi de l'état de sa surface : un dépôt de poussières sur sa surface, par exemple, réduit son point de puissance maximale. Les systèmes qui le justifient peuvent être optimisés par un dispositif appelé maximum power point tracker qui suit la puissance instantanée en mesurant en permanence le courant généré et la tension de sortie des cellules afin d'ajuster la résistance du circuit dans le but de constamment demeurer au point de rendement maximal quelle que soit l'illumination reçue par les cellules.

### Facteur de remplissage
Le facteur de remplissage FF (de l'anglais fill factor) correspond au rapport entre la puissance maximale Pm et le produit de la tension de circuit ouvert UCO et l'intensité de courant de court-circuit ICC :
{\displaystyle FF={\frac {P_{\mathrm {m} }}{U_{\mathrm {CO} }\times I_{\mathrm {CC} }}}.}
Cette grandeur peut être altérée par la résistance série équivalente Rs du dispositif photovoltaïque, par la résistance de shunt Rsh et par les pertes dans le matériau des cellules elles-mêmes. On peut améliorer le facteur de remplissage en réduisant Rs et en augmentant Rsh afin d'amener le dispositif à sa puissance maximale théorique.
Le facteur de remplissage vaut généralement en 50 % et 82 %. Celui d'une cellule photovoltaïque en silicium vaut typiquement 80 %.

## Éléments de comparaison entre cellules photovoltaïques
L'efficacité énergétique thermodynamique d'une cellule photovoltaïque représente le rapport entre l'énergie électrique produite par la cellule et l'énergie électromagnétique reçue par cette cellule. Plusieurs facteur sont susceptibles d'influence la puissance de sortie d'une cellule, comme la distribution spectrale de la lumière incidente, la répartition de l'électricité, la température et la résistance du circuit. La norme 61215 de la Commission électrotechnique internationale (IEC) permet de comparer la performance des cellules solaires dans des conditions et températures standard (STC) : une irradiance de 1 kW/m2, une distribution spectrale de type AM1.5G, une température de fonctionnement de 25 °C et une mesure 4 pointes afin de limiter l'effet des résistances de contact. La résistance est ajustée pour atteindre le point de puissance maximale (MPP). La puissance correspondante est exprimée en watts-crête, notés Wc, parfois Wp par anglicisme (watt-peak). Ce sont les mêmes normes qui permettent de mesurer également la puissance et le rendement des modules photovoltaïques.
La masse d'air joue sur la puissance fournie par une cellule photovoltaïque. Le spectre solaire est filtré par l'atmosphère terrestre tandis que l'irradiance est atténuée d'environ 30 % au niveau de la mer. Ces effets varient naturellement en fonction de la hauteur du soleil dans le ciel, une plus grande épaisseur d'atmosphère étant traversée lorsque le soleil est proche de l'horizon que lorsqu'il est au zénith. On définit un spectre AM0 correspondant au rayonnement solaire reçu au-dessus de l'atmosphère, un spectre AM1 correspondant au rayonnement solaire reçu au niveau de la mer avec un soleil au zénith, un spectre AM2 au rayonnement reçu lorsque le soleil est à 30° au-dessus de l'horizon (l'équivalent de deux épaisseurs d'atmosphère), etc. Le spectre standard aux latitudes tempérées correspond à AM1.5G, le soleil faisant un angle de 41,81° au-dessus de l'horizon, ce qui correspond à sa position dans le ciel à l'équinoxe à midi solaire à 48,19° de latitude nord ou sud.
En 2020, le rendement d'une cellule photovoltaïque varie typiquement de 6 à 7 % pour une cellule en silicium amorphe commerciale à plus de 47 % au laboratoire pour une cellule multi-jonction à concentration. Il est généralement de 15 à 17-18 % pour les cellules en silicium polycristallin commerciales, et de l'ordre de 20 % pour les modules commerciaux en silicium monocristallin. Le rendement seul n'est pas le critère déterminant car le coût de revient des cellules les plus performantes est considérablement plus élevé que celui des cellules commerciales, pour une énergie produite au plus quatre fois supérieure, ce qui limite leur champ d'application essentiellement aux domaines militaires et spatiaux. Il est cependant possible d'accroître la quantité d'électricité produite par une cellule en concentrant la lumière qu'elle reçoit. C'est ce qui est mis en œuvre avec les concentrateurs, qui peuvent rendre compétitives les cellules haute performance en arséniure de gallium GaAs ou à hétérojonction arséniure de gallium/phosphure de gallium-indium GaAs/InGaP, avec des modules commerciaux dépassant 33 % en 2021.
Le temps de retour énergétique, ou energy payback time en anglais, est le temps nécessaire pour qu'un module solaire génère autant d'énergie qu'il en aura fallu pour le produire. En 2017, les technologies disponibles permettaient de commercialiser en Europe méridionale des modules ayant un temps de retour énergétique de l'ordre de 2 à 3 ans pour le silicium monocristallin m-Si, de 2 à 3,5 ans pour le silicium polycristallin p-Si, de 2,5 à 3 ans pour le silicium amorphe a-Si, de 9 à 18 mois pour le tellurure de cadmium CdTe, ou encore environ 2,8 ans pour le CI(G)S. Une étude comparative de 2015 évaluait les temps de retour énergétique des différentes technologies de 1,0 à 4,1 ans pour, par ordre croissant, le CdTe, le CIGS, le a-Si, p-Si et le m-Si. Compte tenu d'une durée de vie allant de 20 à 30 ans pour les cellules produites dans les années 2020, cela signifie que les dispositifs les employant peuvent produire au moins cinq fois plus d'énergie qu'il en aura fallu pour les produire. Les cellules solaires à couches minces (a-Si, CdTe, CIGS) ont généralement les retours énergétiques les plus rapides en dépit de leurs performances moindre que les cellules en silicium cristallin.

## Amélioration du rendement des cellules solaires

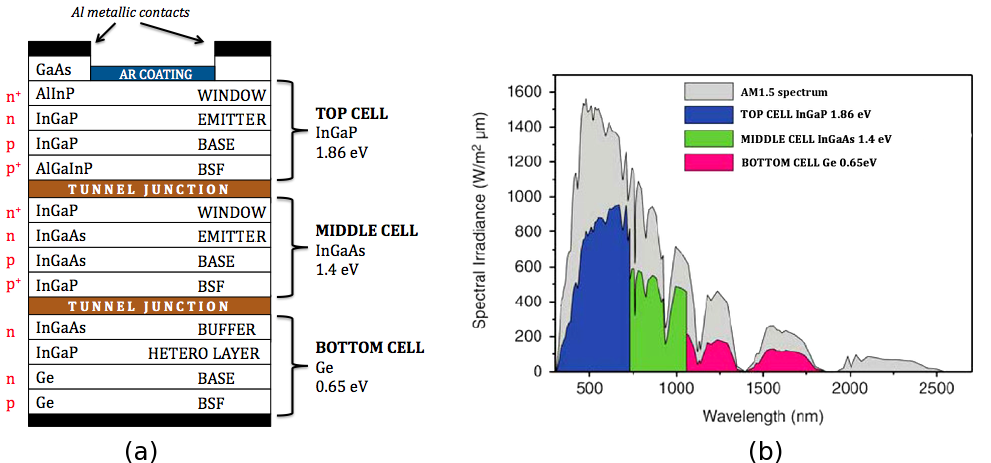
Exemple de cellule multijonction couvrant l'ensemble du spectre visible.

L'empilement de cellules photovoltaïques présentant des jonctions p-n aux largeurs de bande interdite complémentaires permet d'améliorer sensiblement le rendement des modules photovoltaïques en absorbant davantage de photons de longueurs d'onde différentes. Ces réalisations sont techniquement bien plus complexes à réaliser que les cellules à jonction p-n simple car elles doivent superposer des matériaux différents dont les paramètres cristallins ne sont pas rigoureusement identiques et dont les propriétés électroniques peuvent ne pas s'accorder dans le même composant. Un exemple de réalisation présenté ci-contre fait intervenir des électrodes en aluminium sur de l'arséniure de gallium GaAs (Eg = 1,4 eV, a = 565,3 pm) pour les contacts électriques, du phosphure de gallium-indium InGaP (Eg = 1,86 eV, a = 545,1 pm) pour la cellule supérieure, de l'arséniure de gallium-indium InGaAs (Eg = 1,2 eV, a = 586,8 pm) pour la cellule intermédiaire, et du germanium Ge (Eg = 0,65 eV, a = 565,7 pm) pour la cellule inférieure. De telles cellules à multijonction, également dites en tandem, offrent des rendements approchant de 40 % sous un soleil AM1.5G. 

### Transparence et conductivité de la couche extérieure
La surface des cellules photovoltaïques est constituée d'une couche mince d'un matériau à la fois transparent dans le spectre visible et conducteur de l'électricité afin de permettre au rayonnement solaire de pénétrer dans le matériau pour y être absorbé et de collecter les porteurs générés dans le matériau par l'absorption des photons incidents. De telles couches transparentes conductrices (en) (TCF) ayant à la fois une transmittance et une conductance électrique élevées sont par exemple l'oxyde d'indium-étain (In2O3)0,9·(SnO2)0,1 (ITO), des polymères conducteurs comme le PEDOT et le PEDOT:PSS, ou encore des nanofils, des nanotubes de carbone, du graphène ou d'autres technologies plus pointues. Il convient d'ajuster la transmittance et la conductance électrique, qui ne peuvent être maximales en même temps, afin d'optimiser le rendement de la cellule.

### Diffusion de la lumière dans la cellule
Inclure des nanoparticules métalliques dans la couche extérieure de la cellule permet d'accroître sensiblement le rendement en allongeant la distance parcourue dans le matériau par les photons incidents, qui sont déviés par les nanoparticules et parcourent le matériau de la cellule de manière oblique, ce qui accroît le photocourant généré. L'or et l'argent ont l'avantage d'être stables mais absorbent également une fraction de la lumière incidente, tandis que l'aluminium n'absorbe que l'ultraviolet et réfléchit la lumière visible et infrarouge, ce qui réduit les pertes d'énergie ; l'aluminium peut accroître le rendement d'une cellule en GaAs jusqu'à 22 % au laboratoire.

### Refroidissement par rayonnement thermique
Le rendement des cellules solaires décroît d'environ 0,45 % lorsque la température augmente d'environ 1 °C. Afin de limiter cet effet, on dépose une couche de silice cristalline à la surface des panneaux solaires qui permet de refroidir le module par rayonnement thermique dans l'infrarouge à la manière d'un corps noir. Ceci peut refroidir la cellule de près de 13 °C.

### Traitement antireflet
La perte de rendement par réflexion {\displaystyle R} entre deux milieux ayant respectivement pour indices de réfraction {\displaystyle n_{1}} et {\displaystyle n_{2}} vaut en première approximation :
{\displaystyle R=\left({\frac {n_{1}-n_{2}}{n_{1}+n_{2}}}\right)^{2}.}
Un revêtement antireflet a donc pour vocation de réduire la différence d'indices de réfraction entre couches successives lors de la pénétration du rayonnement dans le matériau d'une cellule solaire. Il est généralement spécifié par la réflectance maximale admissible à une longueur d'onde donnée ou par la réflectance moyenne admissible dans une gamme de longueurs d'onde spécifiée. On choisit généralement l'épaisseur de la couche antireflet de telle sorte qu'elle représente le quart de la longueur d'onde incidente qu'on souhaite absorber, ce qui maximise les interférences destructives. Pour les application photovoltaïques, on optimise généralement l'absorption autour de 600 nm ; l'utilisation de plusieurs couches antireflet permet d'atténuer la réflectance dans une gamme de longueurs d'onde assez large autour de cette valeur centrale, bien que cela accroisse le coût de revient du module.
Un module photovoltaïque perd typiquement entre 4 et 15 % du rayonnement incident par réflexion, de sorte qu'une couche antireflet à sa surface permet d'augmenter sa production d'électricité ; un revêtement antireflet permet généralement d'améliorer son rendement d'environ 0,3 à 0,6 %.

### Passivation de la face arrière
Les cellules photovoltaïques sont généralement montées sur une surface en aluminium qui assure le rôle d'électrode collectrice à l'arrière des modules. Il est possible d'améliorer le rendement en passivant cette interface pour en limiter le nombre de liaisons pendantes, qui agissent comme autant de centre de recombinaison électron–trou. On le réalise généralement à l'aide d'une couche en nitrure de silicium Si3N4 suivie d'une couche en alumine Al2O3 ou en silice SiO2 elle-même au contact avec l'aluminium de la cathode. Les cellules PERC mettent en œuvre ce type de traitement.
La passivation de face arrière a également été développée pour les cellules en CIGS. Aussi bien Al2O3 que SiO2 ont été utilisés comme matériaux de passivation. Les contacts électriques de la couche active en Cu(In,Ga)Se2 avec l'électrode arrière en molybdène sont réalisés au moyen de plots nanométriques à travers Al2O3 et de rubans à travers SiO2. Les plots de contacts sur la couche d'Al2O3 sont obtenus par lithographie à faisceau d'électrons tandis que les rubans sur la couche de SiO2 sont obtenus par photolithographie.